# 小行星5840
小行星5840（英語：5840 Raybrown）是一颗围绕太阳公转的小行星。1978年7月28日，珀斯天文台在珀斯天文台发现了此天体。
这颗小行星的绝对星等为342.258644987254等。